# Sporløst forsvundet (film)
Sporløst forsvundet  er en hollandske psykologisk thriller fra 1988 instrueret af George Sluizer og er baseret på romanen "Det gyldne rum" af Tim Krabbé.

## Medvirkende
- Bernard-Pierre Donnadieu som Raymond Lemorne
- Gene Bervoets som Rex Hofman
- Johanna ter Steege som Saskia Wagter
- Gwen Eckhaus som Lieneke
- Bernadette Le Saché som Simone Lemorne
- Tania Latarjet som Denise Lemorne
- Lucille Glenn som Gabrielle 'Gaby' Lemorne
- Roger Souza som Manager
- Caroline Appéré som Kassedame
- Pierre Forget som Farmer Laurent